# Sallique (distrito)
Sallique é um distrito do Peru, departamento de Cajamarca, localizada na província de Jaén.

## Transporte
O distrito de Sallique não é servido pelo sistema de estradas terrestres do Peru.